# Менесес, Кристофер
Кристофер Менесес Баррантес (исп. Christopher Meneses Barrantes родился 2 мая 1990, Сан-Хосе, Коста-Рика) — коста-риканский футболист, защитник.

## Биография
Менесес начал свою карьеру на родине в клубе «Алахуэленсе». В его составе он становился чемпионом страны. В 2013 году защитник перебрался в Европу. Там он заключил контракт с шведским «Норрчёпингом». В июле 2015 года Менесес вернулся в «Алахуэленсе».

## Сборная
За сборную Коста-Рики Кристофер Менесес дебютировал в 2010 году. В 2013 году в её составе он участвовал в финальной стадии Золотого кубка КОНКАКАФ в США.

## Достижения
- Чемпион Коста-Рики (4): 2010/11 (Инвьерно), 2010/11 (Верано), 2011/12 (Инвьерно), 2012/13 (Инвьерно).